# Йоахім фон Буссе
Йоахім фон Буссе (нім. Joachim von Busse; 14 травня 1893 — 21 січня 1945) — німецький льотчик-ас, лейтенант Імперської армії.

## Біографія
В травні 1912 року вступив на службу в 1-й королівський кінно-єгерський полк. Учасник Першої світової війни. У березні 1915 року переведений в авіацію — спочатку у 12-й польовий льотний дивізіону, а потім — 22-гу бойову ескадрилью 4-ї бойової ескадри. У серпні 1917 року перейшов на винищувачі і став літати у складі 3-ї винищувальної ескадрильї. 1 грудня 1917 року перейняв командування над 20-ю винищувальною ескадрильєю. 20 серпня 1918 року отримав бойове поранення, але невдовзі одужав і командував ескадрильєю до кінця війни.
Всього за час бойових дій здобув 11 перемог.

## Нагороди
- Залізний хрест 2-го і 1-го класу
- Королівський орден дому Гогенцоллернів, лицарський хрест з мечами
- Почесний хрест ветерана війни з мечами